# Середська
Сере́дська (рос. Середская) — присілок у складі Тотемського району Вологодської області, Росія. Входить до складу Мосеєвського сільського поселення.

## Населення
Населення — 96 осіб (2010; 141 у 2002).
Національний склад (станом на 2002 рік):
- росіяни — 99 %